# Almada
Almada es una ciudad portuguesa que pertenece al distrito de Setúbal, a la región de Lisboa y a la subregión de la península de Setúbal. Cuenta con aproximadamente 174 030 habitantes y es la ciudad más grande del distrito.

## Geografía
Es sede de un municipio densamente poblado con 69,98 km cuadrados y 174 030 habitantes (datos del censo de 2011), convirtiéndose en la sexta ciudad portuguesa en términos de población. Está subdividido en 5 freguesias.

## Límites
Limita al este con el municipio de Seixal, al sur con Sesimbra, al oeste con el océano Atlántico en una amplia costa, y a norte y nordeste se abre hacia el estuario del Tajo, frente a los municipios de Lisboa y Oeiras. 

## Historia
Este municipio recibió fuero del rey Sancho I en 1190.

## Demografía
| Gráfica de evolución demográfica de Almada entre 1864 y 2021 |
|                                                              |
| Datos según el nomenclátor publicado por el INE portugués.   |

## Freguesias
Las freguesias de Almada son las siguientes:
- Almada, Cova da Piedade, Pragal e Cacilhas
- Caparica e Trafaria
- Charneca de Caparica e Sobreda
- Costa da Caparica
- Laranjeiro e Feijó

## Monumentos y lugares de interés
- Santuario Nacional de Cristo Rey
- Puente 25 de Abril (que une la ciudad de Almada y la ciudad de Lisboa)